# Блеклік Тауншип (округ Кембрія, Пенсільванія)
Блеклік Тауншип (англ. Blacklick Township) — селище (англ. township) в США, в окрузі Кембрія штату Пенсільванія. Населення — 1876 осіб (2020).

## Демографія
Згідно з переписом 2010 року, у селищі мешкало 2013 осіб у 817 домогосподарствах у складі 610 родин. Було 903 помешкання
Расовий склад населення:
| - 99,4 % — білих - 0,1 % — чорних або афроамериканців - 0,1 % — азіатів |

До двох чи більше рас належало 0,3 %. Частка іспаномовних становила 0,4 % від усіх жителів.
За віковим діапазоном населення розподілялося таким чином: 20,2 % — особи молодші 18 років, 64,5 % — особи у віці 18—64 років, 15,3 % — особи у віці 65 років та старші. Медіана віку мешканця становила 45,6 року. На 100 осіб жіночої статі у селищі припадало 99,9 чоловіків;  на 100 жінок у віці від 18 років та старших — 97,1 чоловіків також старших 18 років.
Середній дохід на одне домашнє господарство  становив 49 855 доларів США (медіана — 39 549), а середній дохід на одну сім'ю — 59 284 долари (медіана — 48 077). Медіана доходів становила 39 741 долар для чоловіків та 28 922 долари для жінок. За межею бідності перебувало 11,9 % осіб, у тому числі 18,1 % дітей у віці до 18 років та 3,5 % осіб у віці 65 років та старших.
Цивільне працевлаштоване населення становило 866 осіб. Основні галузі зайнятості: освіта, охорона здоров'я та соціальна допомога — 22,2 %, виробництво — 13,9 %, мистецтво, розваги та відпочинок — 10,0 %, публічна адміністрація — 9,4 %.